# Seseli eriocephalum
Seseli eriocephalum är en flockblommig växtart som först beskrevs av Pall. och Spreng., och fick sitt nu gällande namn av Boris Konstantinovich Schischkin. Seseli eriocephalum ingår i släktet säfferötter, och familjen flockblommiga växter. Inga underarter finns listade i Catalogue of Life.